# Victoria Schreibeis
Victoria Schreibeis (* 9. Jänner 1979) ist eine österreichische Hürdenläuferin, die sich auf den 100-Meter-Hürdenlauf spezialisiert hat.
Sie trainiert bei der DSG Volksbank Wien, wird von Sven Rees gecoacht und ist nebenbei als Trainerin beim ULC Riverside Mödling tätig.

## Erfolge
- 2006: Teilnahme an den Europameisterschaften in Göteborg über 100 m Hürden, Österreichische Staatsmeisterin über 100 m Hürden
- 2007: Österreichische Staatsmeisterin über 100 m Hürden
- 2008: Österreichische Staatsmeisterin über 100 m Hürden
- 2009: Österreichische Hallenstaatsmeisterin über 60 m Hürden
- 2010: Teilnahme an den Europameisterschaften in Barcelona über 100 m Hürden
- 2012: Teilnahme an den Europameisterschaften in Helsinki über 100 m Hürden

## Persönliche Bestleistungen
- 60 m:            7,61 s
- 100 m:           11,81 s
- 60 m Hürden:     8,32 s
- 100 m Hürden:    13,19 s
- Fünfkampf Halle: 3598 Punkte
- Siebenkampf:     5299 Punkte